# Malón

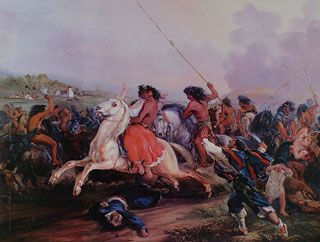
El malón (1845), por Mauricio Rugendas.

El malón (voz derivada del mapuche malon) fue una táctica militar ofensiva empleada por algunos grupos indígenas, como por las etnias mapuche y charrúas en los actuales territorios de Argentina, Paraguay, Uruguay y Chile, que consistía en el ataque rápido y sorpresivo de una nutrida partida de guerreros a caballo contra un grupo enemigo, ya fueran otros pueblos o parcialidades indígenas, o poblaciones, fortificaciones y estancias de los criollos, con el objetivo de matar adversarios y saquear para hacerse con ganado, provisiones y prisioneros, sobre todo mujeres jóvenes y niños.

## Uso del término
Malón es un término utilizado desde el siglo XVIII.  Según el diccionario de la RAE, es “una incursión o ataque inesperado de indígenas”. Tal diccionario tiene una segunda acepción del término: una felonía inesperada y dañina.

## Descripción

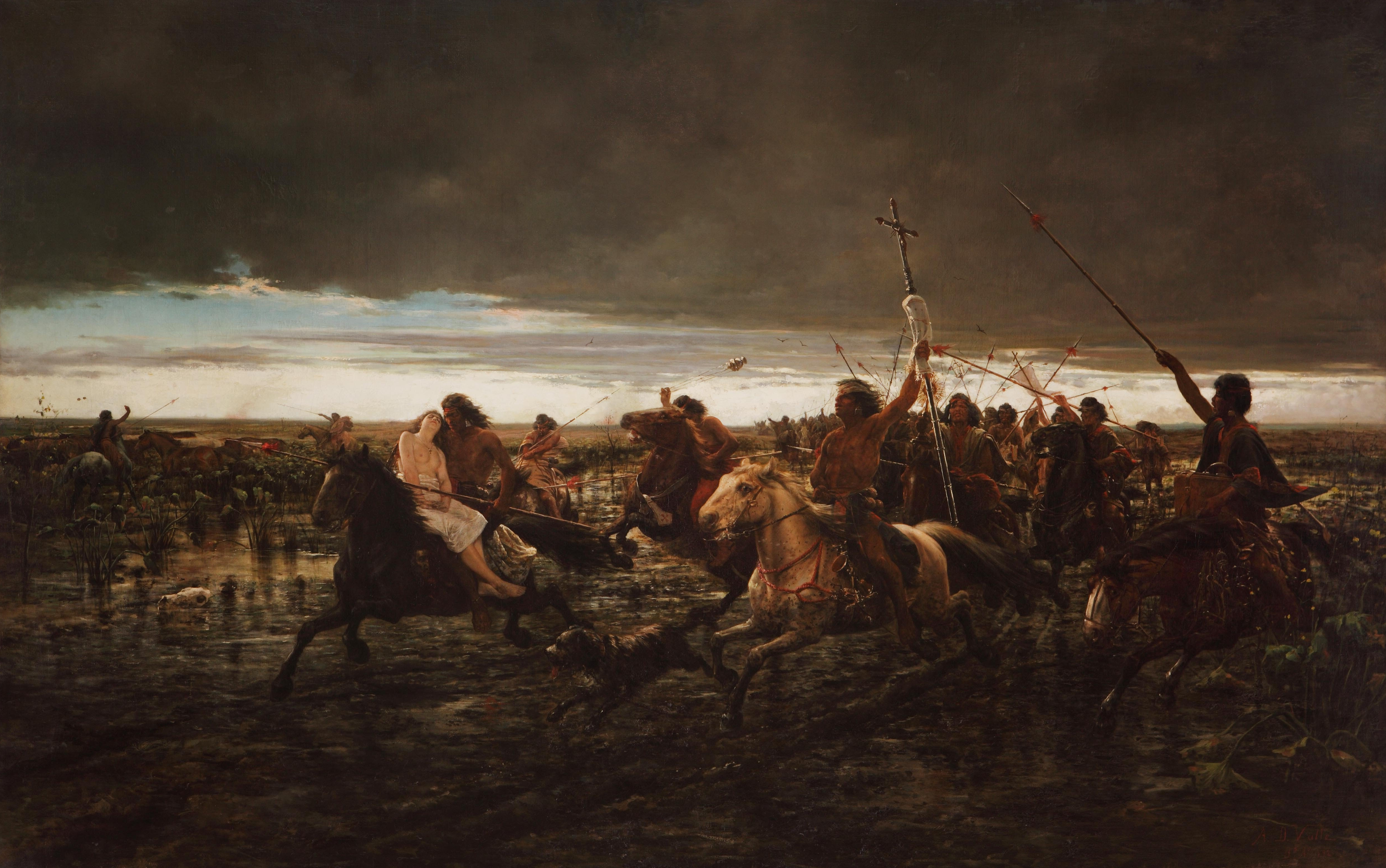
La vuelta del malón (1892), por Ángel Della Valle.

El malón fue utilizado en la extensa área de la frontera sur de la entonces Capitanía General de Chile y del Virreinato del Perú y del posterior Virreinato del Río de la Plata, que eran jurisdicciones políticas dependientes de la Corona española, perviviendo hasta comienzos del siglo XX en los territorios de los nuevos estados surgidos a consecuencia de la independencia de Argentina, Chile y Uruguay.
La eficacia del malón se debía al desconcierto que generaba un ataque sorpresivo sin orden formal, generalmente por la noche mientras dormían los habitantes y soldados, y solo estaban alerta los vigías nocturnos apostados en los mangrullos. Como consecuencia de la rápida acción de los atacantes y su posterior retirada no daba suficiente tiempo para organizar la defensa, dejando tras de sí una población devastada. Las armas que empleaban los indios eran principalmente lanzas, mazas y boleadoras. Las mujeres que eran raptadas los malones eran conocidas como cautivas.

## Malones históricos

### EnArgentina

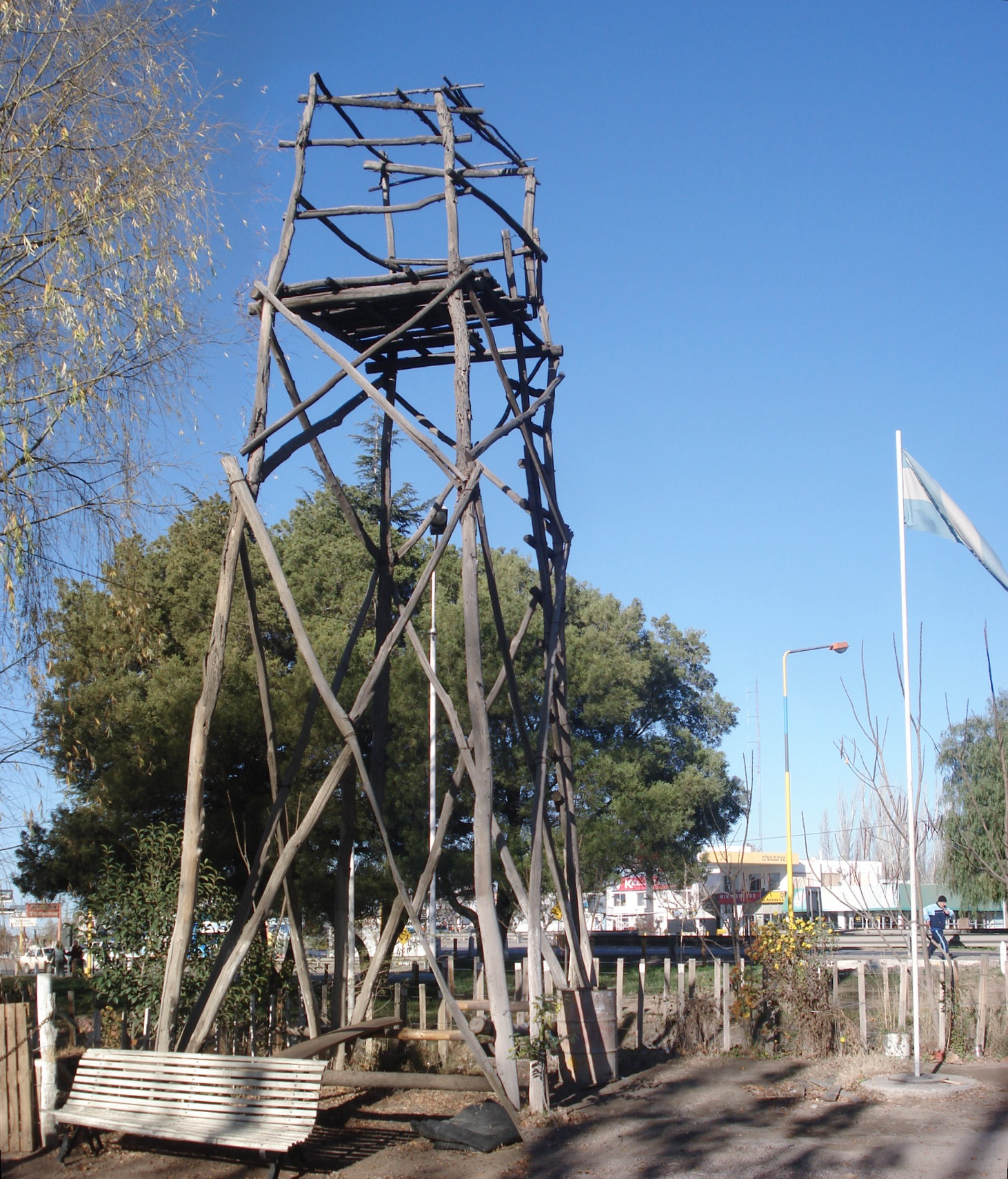
Mangrullo de fortín utilizado para ver la llegada de malones (expuesto en Cipolletti).

Si bien la historia de Río de la Plata está llena de pequeños y muy grandes malones los más importantes fueron:
- Año 1610, 70 indígenas comandados por el cacique Bagual atacan Buenos Aires.
- Año 1638, malones atacan estancias y caminos de Santa Fe.
- Año 1680, indios Pampas atacan Buenos Aires.[7]
- El 1° de noviembre de 1730 el cacique Tacú y otros caciques minuanes, aliados con los charrúas, atacaron a las estancias y chacras de los vecinos de Montevideo, al igual que intramuros así como también a los guaraníes misioneros de la Banda Oriental, por lo que se le encomienda a Juan Antonio de Artigas pactar la paz con los indígenas.[8][9]
- En septiembre de 1740, el cacique Cangapol, junto con tehuelches, huilliches y pehuenches, realizó ataques en Arrecifes, Luján y Magdalena. En total, estos ataques causaron la muerte de cientos de españoles y criollos.
- En febrero de 1751 los indígenas minuanes, junto a los charrúas, rompieron el acuerdo con los cristianos y comenzaron a atacar con sus malones a las estancias de Montevideo. Consecuentemente el capitán Francisco de Gorriti, comandante de la plaza montevideana, solicitó suministros de caballada, provisiones y municiones para hacer una expedición de pacificación al interior, aconsejando al Cabildo de Montevideo que ordenase que los vecinos de Santa Lucía y Canelones retirasen sus caballadas a la estancia de Felipe Pérez, y la de los vecinos del arroyo Pando al rincón de la estancia de Artigas.[10]
- En abril o mayo de 1800, un malón ataca en las inmedicaciones del arroyo Malo, en el actual departamento de Tacuarembó, Uruguay. Integrantes de un grupo de minuanes, charrúas y guenoas raptan a Francisca Elena Correa, viuda de 40 años, junto con su hija de 7 años.[11]
- El 3 de diciembre de 1820, el exjefe del Gobierno de Chile José Miguel Carrera, con sus hombres y 2000 indígenas de los caciques Pablo, Yanquetruz y Ancafilú, y 500 desertores, destruyeron el Fuerte de Salto y su población.
- El 4 de abril de 1821, unos 1500 indígenas bajo el mando de José Luis Molina atacaron el pueblo de Dolores, destruyéndolo completamente. Se hicieron con 150 000 cabezas de ganado.
- En octubre de 1823, una coalición de 5000 ranqueles, pampas y tehuelches atacaron simultáneamente el sur de Santa Fe, Luján, Tandil y Chascomús. Juan Manuel de Rosas, al frente de milicias, logró rescatar de los tehuelches 120 000 reses.
- En la primavera de 1836, el cacique Railef, procedente de la Araucanía, realizó un malón con 2000 guerreros sobre la Provincia de Buenos Aires (que entonces incluía tanto a la actual Provincia de Buenos Aires como a la actual Ciudad Autónoma de Buenos Aires), Córdoba y Santa Fe. Obtuvo 100 000 cabezas de ganado, pero, cuando iba de vuelta, el cacique Calfucurá lo emboscó y derrotó.
- El 13 de febrero de 1855, Calfucurá, Catriel y Cachul arrasaron la localidad del interior bonaerense llamada Azul, así como destruyeron completamente el campamento llamado el "Tapalquén Nuevo" (que se hallaba donde actualmente está la ciudad de Olavarría).[12] Estos malones fueron desplegados con dichos caciques y capitanejos al frente de 2000 guerreros, muriendo 300 personas y llevándose cautivas a 150 familias y 60 000 cabezas de ganado.
- En 1857, el jefe Coliqueo atacó Pergamino y se apoderó de 40 000 reses.
- El 19 de mayo de 1859, la Fortaleza Protectora Argentina fue atacada por Calfucurá con 3000 guerreros, siendo el último malón a la ciudad de Bahía Blanca.
- El 5 de marzo de 1872, Calfucurá, con un ejército de 6000 guerreros, atacó los pueblos de General Alvear, Veinticinco de Mayo y Nueve de Julio, matando a 300 criollos y haciéndose con 200 000 cabezas de ganado.
- El "Malón Grande", que comenzó en diciembre de 1875, fue una conjunción de guerreros de Namuncurá, lanzas trasandinas, ranqueles, indios de Pincén y de Catriel que se sublevaron contra el Gobierno nacional. Un total de 3500 lanzas (otras fuentes hablan de 5000) asolaron los partidos de Azul, Tandil, Olavarría, Benito Juárez, Tapalquén, Tres Arroyos y Alvear, una extensión de casi 7000 kilómetros cuadrados. Solamente en Azul dejaron 400 muertos. Se llevaron 500 cautivos y un total de 300 000 reses. Los indios fueron vencidos el 18 de marzo de 1876 en la batalla de Paragüil, recuperándose numerosos animales.[13]
- El 19 de marzo de 1919 se produjo la masacre de Fortín Yunká, al norte de la actual provincia de Formosa, conocido como el último gran malón en territorio argentino.

### EnChile
Durante la Guerra de Arauco los mapuches solían atacar las fortificaciones españolas para robar ganado y raptar mujeres, un caso conocido es el de Alejandro de Vivar, más conocido como el Mestizo Alejo, hijo de una cautiva española secuestrada por el cacique Curivilú. El Mestizo Alejo solía atacar las poblaciones robando animales y tomando prisioneros. En una de sus andanzas en 1660, en las haciendas españolas capturó a dos españolas jóvenes a quienes tomó como rehenes y luego las hizo concubinas, prodigándoles todo tipo de consideraciones, lo que despertó los celos de sus esposas mapuches (en la sociedad mapuche se aceptaba la poligamia), quienes resolvieron matarlo por despecho. 

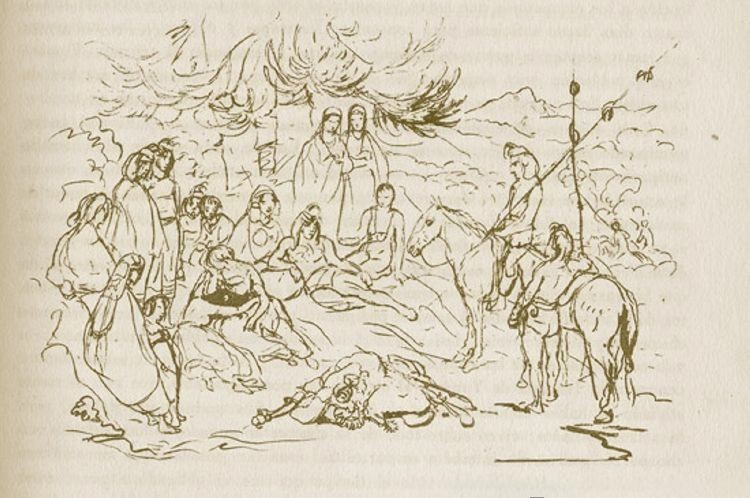
Mujeres chilenas cautivas entre los pehuenches, dibujo de Mauricio Rugendas.

Estando ebrio en su rehue fue asesinado de un cuchillazo en el pecho por las celosas mujeres indígenas mientras dormía. Ambas mujeres prefirieron exiliarse en el fuerte español junto a las cautivas españolas y fueron bien recibidas por el gobernador, quien las premió y les concedió pensión vitalicia. Alejo fue enterrado en las cercanías del río Laja, al norte de sus parcialidades.
Luego de la independencia de Chile, una parte de las fuerzas mapuches que lucharon principalmente en el bando realista, procedieron a emigrar hacia la región pampeana argentina conformando la Confederación boroana. Hacia 1823 comenzaron a asentarse en las Salinas Grandes, Guaminí y en la sierra de la Ventana. Formaron una alianza con pehuenches y el grupo realista de los hermanos Pincheira. La montonera realista de los Pincheira estaba integrada por aproximadamente 1000 hombres. En esos momentos la banda había pasado de luchar por la causa del Rey a ser un simple grupo de bandoleros bien armados. 
Los Pincheira asaltaban, saqueaban y raptaban mujeres a cambio de recompensa, como fue el caso de Trinidad Salcedo, por cuya libertad exigieron «una carga de vino, dos cargas de harina y 200 pesos en Plata» (según consta en el archivo del Ministerio de Guerra). Trinidad, de 16 años, era hermana de Francisco Salcedo, dueño de la hacienda «El Astillero», ubicada en la precordillera de Pelarco. La muchacha fue secuestrada con otras mujeres tras el ataque de los Pincheiras y pehuenches a la hacienda en que murieron muchos inquilinos y el ganado fue robado, pero consiguió escapar de sus captores. Encontrada por un arriero terminó por recluirse en el Convento de las Trinitarias de Concepción, corría febrero del año de 1826. Posteriormente el coronel José María Benavente organizó una expedición de caballería que consiguió rescatar a numerosas cautivas.

## Los malones en la literatura
Autores como Esteban Echeverría, José Hernández o Jorge Luis Borges han abordado en sus obras la importancia del malón en la configuración social de la época. Retrataron con maestría la psicología de los cautivos y la algarabía de los indios por el botín arrebatado a los cristianos.

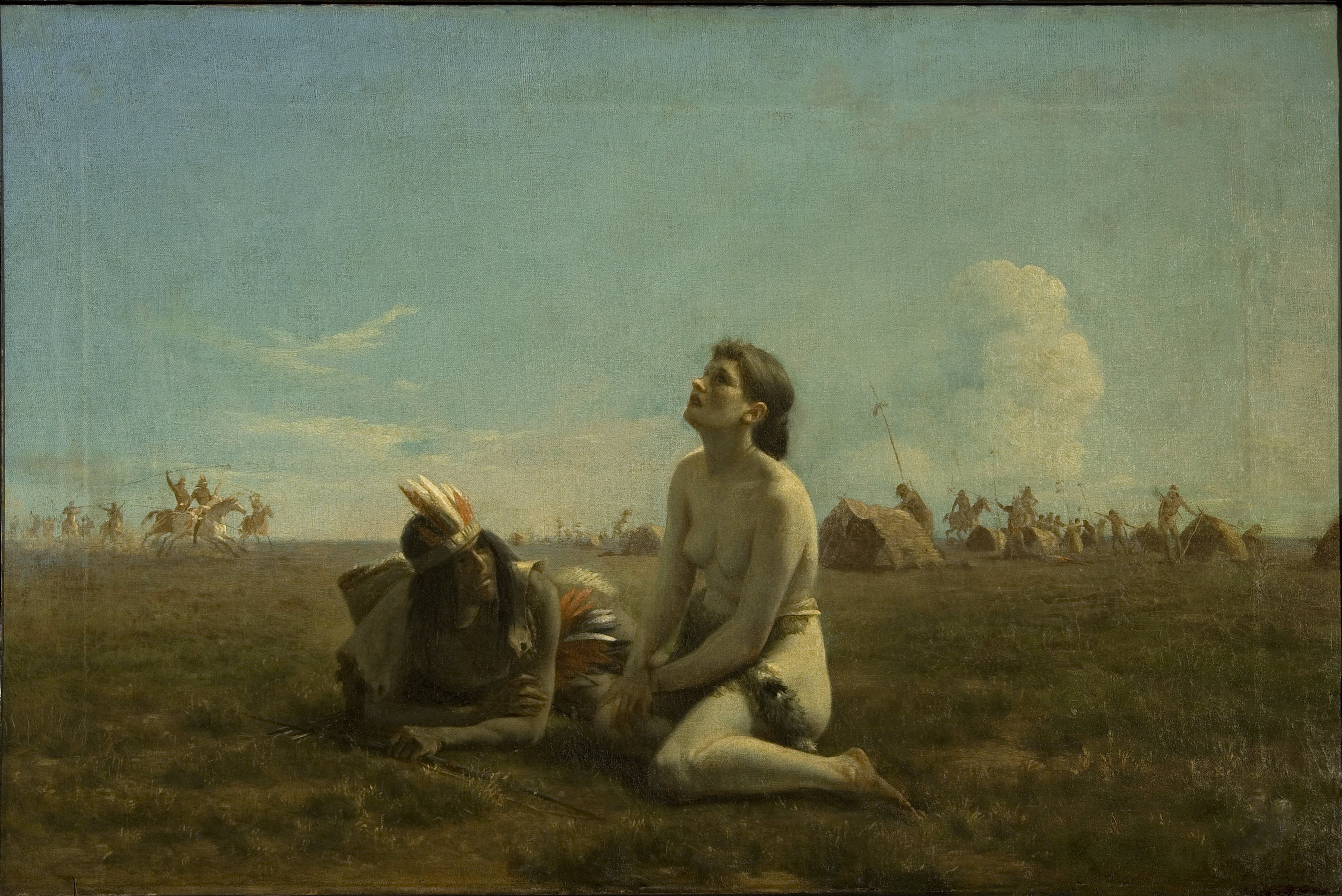
La cautiva (1880), de Juan Manuel Blanes, óleo sobre tela.

Así, Esteban Echeverría, en su poema La cautiva narró el rapto y las penurias que sufre la cristiana cautiva para poder escapar de la vida miserable en la que se encuentra junto a su marido y poder regresar con su hijo. En la segunda parte del libro, "El festín" se lee:
Feliz la maloca ha sido;
rica y de estima la presa
que arrebató a los cristianos:
caballos, potros y yeguas,
bienes que en su vida errante
ella más que el oro precia;
muchedumbre de cautivas,
todas jóvenes y bellas"
Los  cautivos fruto del malón, eran destinados por los indios a trabajos forzados dentro de las tolderías mientras duraba el cautiverio, hasta que podían negociar la libertad de los mismos o intercambiarlos por indios tomados como rehenes por los cristianos.
En el caso de las mujeres y niños eran incorporados como mano de obra y asimilados dentro del grupo. La suerte de la mujer estaba ligada a la de un indio que la raptaba para tomarla como su pareja y con la consiguiente consecuencia de engendrar sus hijos. Este rapto lo llevaba a cabo aquel que no podía pagar el precio o dote de la novia y también porque tener una esposa blanca daba estatus social.[cita requerida]

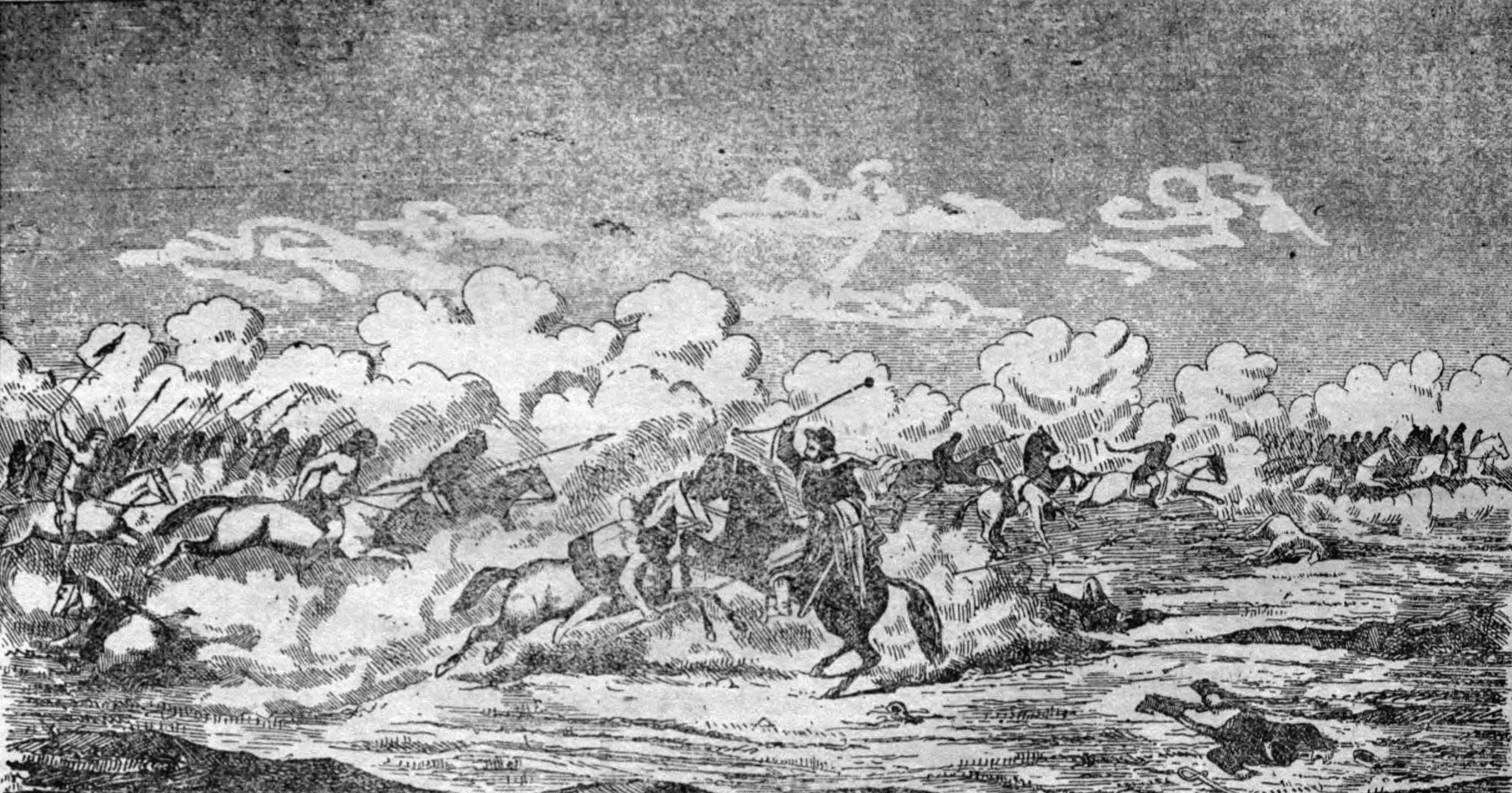
El Gaucho Martín Fierro, lámina. Se pueden apreciar las armas utilizadas y la ferocidad del enfrentamiento.

En El Gaucho Martín Fierro se escribió que estas mujeres eran sometidas a los más duros trabajos dada la baja jerarquía que ostentaban dentro del grupo:
"Era tan dura servidumbre
hacían dos años que estaba.
Un hijito que llevaba,
a su lado lo tenía.
La china la aborrecía,
tratándola como esclava."